# Taso
TASO (Taktil-Akustische-Seiten-Orientierung) ist ein Computermaus-Ersatz für Sehbehinderte. 

## Funktion
TASO dient Sehbehinderten und Blinden als Maus-Ersatz bei der Navigation auf dem Computerbildschirm. Kernprinzip sind zwei Schieberegler mit denen sich Zeilen und Spalten auf dem Bildschirm genau ansteuern lassen; unterstützt wird die Navigation mit akustischen Signalen. TASO wird gemeinsam mit einem Screenreader eingesetzt und in transportable Braillezeilen integriert. Sehgeschädigte können damit an Standardcomputern mit Standardsoftware arbeiten. So kann ein PC-Arbeitsplatz von blinden, sehbehinderten und sehenden Mitarbeitern gleichermaßen genutzt werden.

## Geschichte
1982 präsentierte Joachim Frank den ersten deutschsprachigen Blinden-Computer bzw. Hörschirm auf einer Fachtagung der VIF mit Betroffenen und Experten, im Haus des Bayerischen Blindenbundes. Der Hörschirm basierte auf dem bewährten Kleincomputer-System – dem Osborne 1. Zusätzliches Ausstattungsmerkmal waren eine synthetische Sprachausgabe und Schieber für die horizontale und vertikale Navigation im Bildschirminhalt. Dieses Navigationsprinzip oder TASO (Taktil-Akustische-Seitenorientierung) machte die Navigation im Bildschirminhalt hörbar. 
Joachim Frank, der durch seine eigene Sehbehinderung dazu kam, Blindenhilfsmittel zu entwickeln, verkaufte seine Firma AudioData GmbH 2004 an die BAUM Retec AG.